# Kvarteret Elsa
Kvarteret Elsa i Ronneby ingår i 1864 års rutnätsplan för Ronneby och har under 1980-talet omarbetats väsentligt i sin form med anledning av omläggningen av Gångbrogatan. Likt kvarteret Disa omfattade kvarteret Elsa 1909 års stadsplan för Ronneby stad omfattade kvarteret delar av dagens kvarteret Herta. År 1989 färdigställdes den nya bostadsbebyggelsen i kvarteret i en postmodern arkitektur med varierat fasaduttryck. Tidigare bestod bebyggelsen till övervägande del av småskalig trähusbebyggelse med en blandning av bostäder och mindre handelslokaler i bottenvåningen. I kvarterets sydvästra del finns fler trähus som uppfördes efter stadsbranden 1864 och som idag skyddas av kommunfullmäktiges beslut § 72 från 1983 att göra stadskärnan till ett område för kulturhistorisk hänsyn. Flera byggnader finns utpekade i en kulturhistorisk bebyggelseinventering, som gjordes 1978–1980 där bland annat den ursprungliga trähusbebyggelsen finns utpekad.